# كاتسكي أوميزو
كاتسكي أوميزو (باليابانية: 梅津 克貴) (3 أبريل 1999 في نارا في اليابان – )؛ هو لاعب كرة قدم ياباني سابق كان يلعب كلاعب وسط.

## وصلات خارجية
- كاتسكي أوميزو على موقع رابطة كرة القدم اليابانية للمحترفين (اليابانية)
- كاتسكي أوميزو على موقع Soccerway.com (الإنجليزية)